# Vladimer Tchintcharauli
Vladimer Tchintcharauli (15 de septiembre de 1981) es un deportista georgiano que compite en tiro adaptado. Ganó una medalla de plata en los Juegos Paralímpicos de París 2024, en la prueba de rifle en posición tendida 50 m mixto (clase SH2).

## Palmarés internacional
| Juegos Paralímpicos | Juegos Paralímpicos | Juegos Paralímpicos | Juegos Paralímpicos                      |
| Año                 | Lugar               | Medalla             | Prueba                                   |
| ------------------- | ------------------- | ------------------- | ---------------------------------------- |
| 2024                | París (Francia)     | Medalla de plata    | Rifle en posición tendida 50 m SH2 mixto |